# Los Aserraderos
Los Aserraderos är en ort i Mexiko.   Den ligger i kommunen Chignautla och delstaten Puebla, i den sydöstra delen av landet, 190 km öster om huvudstaden Mexico City. Los Aserraderos ligger 2 328 meter över havet och antalet invånare är 218.
Terrängen runt Los Aserraderos är bergig. Runt Los Aserraderos är det ganska tätbefolkat, med 179 invånare per kvadratkilometer. Närmaste större samhälle är Teziutlan, 5,1 km nordost om Los Aserraderos. I omgivningarna runt Los Aserraderos växer huvudsakligen savannskog.